# Голд, Гарри
Гарри Голд (Генрих Голодницкий; 1910—1972) — агент советской разведки в США.

## Биография
Родился в бернском районе Бюмплиц в семье еврейских иммигрантов из Российской империи (с территории нынешней Украины). Его родители, Самсон и Циля Голодницкие, покинули Россию в 1904 году и эмигрировали в США после 10 лет в Берне в 1914 году.
В 1914 году вместе с семьёй уехал в США, стал американским гражданином в 1922-м. Изучал прикладную химию в Университете Пенсильвании, также учился в Дрексельском технологическом институте.
Работал на советскую разведку c 1934 года по идейным соображениям, будучи коммунистом. Когда нацистская Германия напала на СССР, стал одним из самых важных советских агентов в США, но в 1944 году его роль сменилась на роль посредника и курьера под руководством резидента советской разведки А. А. Яцкова («Яковлев»). Работал на связи с агентами, занимавшимися атомным шпионажем; с Клаусом Фуксом, Мортоном Собеллом (сотрудник лабораторий «Дженерал Электрик», который занимался ракетными исследованиями), и с Дэвидом Гринглассом (механиком из атомной лаборатории в Лос-Аламосе).
Советская разведка прекратила контакты с ним в 1946 году за нарушение норм безопасности. К этому времени ФБР при помощи МИ-6 установило личность Гарри Голда и организовало наблюдение за ним. 22 мая 1950 года Голд был арестован и обвинён в шпионаже. Гарри Голд вначале всё отрицал, но затем сознался во всём и выдал всех, в том числе супругов Юлиуса и Этель Розенберг, и все они были арестованы. Хотя он никогда и не встречался с Розенбергами, он сказал, что ему известно о них. Сам Гарри Голд был судим, признан виновным и приговорён к тридцатилетнему тюремному заключению. В 1965 году был освобождён условно-досрочно и поселился в Филадельфии, где спустя семь лет умер. Похоронен на кладбище Хар Небо.

### Награды
Награждён орденом Красной Звезды в 1943 году.